# 44717 Borgoamozzano
44717 Borgoamozzano este o planetă minoră (asteroid) din centura de asteroizi. A fost descoperită pe 7 octombrie 1999 la osservatorio astronomico di Monte Agliale⁠(d) de Sauro Donati⁠(d). 
Obiectul prezintă o orbită caracterizată de o semiaxă mare de 2,2930890972499 UAi, o excentricitate de 0,17088190008066, o înclinație de 3,7325109349999 ° în raport cu ecliptica.